# Dicoma squarrosa
Dicoma squarrosa là một loài thực vật có hoa trong họ Cúc. Loài này được Wild mô tả khoa học đầu tiên năm 1972.